# عزلة بني القحوي العتم (ريمة)

تعديل مصدري - تعديل

عزلة بني القحوي العتم هي إحدى عزل مديرية الجعفرية في محافظة ريمة اليمنية ويبلغ تعداد سكانها 1939 نسمة حسب التعداد السكاني في اليمن لعام 2004.

## روابط خارجية
- الجهاز المركزي للإحصاء بالجمهورية اليمنية
- المركز الوطني للمعلومات باليمن
- World Gazetteer:Yemen
- الدليل الشامل